# Либлов
Либлов (њем. Lüblow) општина је у њемачкој савезној држави Мекленбург-Западна Померанија. Једно је од 89 општинских средишта округа Лудвигслуст. Према процјени из 2010. у општини је живјело 647 становника. Посједује регионалну шифру (AGS) 13054066.

## Географски и демографски подаци
Либлов се налази у савезној држави Мекленбург-Западна Померанија у округу Лудвигслуст. Општина се налази на надморској висини од 34 метра. Површина општине износи 21,4 km². У самом мјесту је, према процјени из 2010. године, живјело 647 становника. Просјечна густина становништва износи 30 становника/km².

## Историја
Прво писмо помињање Либова датира још из 1246. године. Школска зграда изграђена је 1832. године, сада служи као локални музеј, у коме је уз помоћ волонтерског рада прикупљено доста историјских докумената о Либлову.

## Међународна сарадња
| Мјесто    | Држава | Врста сарадње | Од    |
| --------- | ------ | ------------- | ----- |
| Хеменлина | Финска | партнерство   | 2000. |
| Камскоје  | Русија | партнерство   | 1994. |
| Извор     |        |               |       |